# Lôh-Djiboua
Lôh-Djiboua (tot 2011 Sud-Bandama) is een van de bestuurlijke regio's van Ivoorkust en is gelegen centraal in het zuiden van het land. Lôh-Djiboua is ongeveer 10.000 vierkante kilometer groot. Bij de laatste census in 2014 had de regio 729.169 inwoners. De regionale hoofdstad is Divo.
Lôh-Djiboua is een van de twee regio's in het district Gôh-Djiboua.

## Departementen
De regio is verder opgedeeld in drie departementen:
- Divo
- Guitry
- Lakota